# Hypo Tirol Volleyballteam Innsbruck
Hypo Tirol Innsbruck ist ein österreichischer Volleyball-Verein, der in der ersten österreichischen Liga, in der mitteleuropäischen Liga MEVZA und in der Champions League spielte. Der Verein ist heute in der 2. österreichischen Bundesliga vertreten und ist neben TSV Unterhaching der zweite Gründungsverein von Hypo Tirol Alpenvolleys Haching. Bei Hypo Tirol spielen rund 170 Jugendliche, die in 14 Jugend-Teams ausgebildet werden und erfolgreich an Meisterschaften teilnehmen.

## Geschichte

### Gründung
Das heutige Hypo Tirol Volleyballteam entwickelte sich aus dem ehemaligen Verein IAC-Volleyball. 1997 beschloss die Volleyballabteilung sich selbständig zu machen und gründete einen eigenen Verein, Volleyball Team Tirol. Hannes Kronthaler, ein Spieler des Vereins und Geschäftsführer der Ing. Hans Lang GmbH übernahm 1998 als Manager den Verein und suchte für den Verein nach Hauptsponsoren, die seitdem im Vereinsnamen aufscheinen. Seit 2004 ist die Hypo Bank Tirol Hauptsponsor.
Namenshistorie
- 1997/98 Volleyball Team Tirol (8. Platz AVL)
- 1998/99: Baumit Volleyballteam Tirol (4. Platz AVL), Sponsor: Baumit International
- 1999/2000–2001/02: Hagebau Volleyballteam Tirol (3. Platz AVL), Sponsor: Hagebau
- ab 2002/03: Volleyballteam Tiroler Wasserkraft, Sponsor: Tiroler Wasserkraft AG
- seit 2004/05: Hypo Tirol Volleyballteam, Sponsor: Hypo Bank Tirol

### Meisterschaft und Pokal
Seit der Saison 1997/98 spielt der Verein in der ersten Österreichischen Bundesliga und bereits in der Saison 2000/01 qualifizierte er sich erstmals für den Europa Cup. In der Saison 2003/04 holte der Verein den österreichischen Pokalsieg. Der erste vielumjubelte Österreichische Meistertitel wurde in der Saison 2004/05 gefeiert und über 30 Jahren seit ESV Pradl Innsbruck 1971 wieder nach Tirol geholt. Das Österreichische Double (Meistertitel und Cupsieg) konnte in der darauffolgenden Saison 2005/06 erfolgreich verteidigt werden. In der Saison 2008/09 konnte das Double wiedergeholt werden. In den Saisonen 2009/10, 2010/11, 2011/12, 2013/14, 2014/15, 2015/16 und 2016/17 wurde Hypo Tirol ebenfalls österreichischer Meister.
Der österreichische Cup konnte fünfmal gewonnen werden. Nach der Reglement-Änderung 2006/07, wonach nur österreichische Spieler im Cupbewerb spielberechtigt sind, wurde der Cup 2007/08 mit dem österreichischen Kern der ersten Mannschaft, sowie Nachwuchsspielern der U-21 und U-19 des Vereins, gewonnen.
Der Nachwuchsbereich des Volleyballteams Tirol erfuhr, dank der Installierung eines hauptamtlichen Nachwuchskoordinators 2013/14, seitdem eine steile Aufwärtsentwicklung. Knapp über 120 Jugendliche erfahren eine professionelle und leistungsadäquate Ausbildung und nehmen erfolgreich an den Tiroler und Österreichischen Meisterschaften teil. Alle weiblichen und männlichen Nachwuchsvolleyballer werden von insgesamt sechs fachlich bestens ausgebildeten Trainern betreut. Zahlreiche Tiroler Meistertitel und Top 3 Platzierungen konnten in der bisherigen Vereinsgeschichte des Hypo Tirol Volleyballteams erzielt werden.

### MEVZA
| - 2006: 2. Platz - 2007: 4. Platz - 2008: 2. Platz - 2009: 1. Platz (Sieger) | - 2010: 3. Platz - 2011: 2. Platz - 2012: 1. Platz (Sieger) - 2013: 3. Platz | - 2014: nicht teilgenommen - 2015: 1. Platz (Sieger) - 2016: 2. Platz - 2017: 2. Platz |

### Europapokal
| Saison | Bewerb                                                        | Gegner | Ergebnis                                                  | Final-Four                                           |
| --- | ------------------------------------------------------------- | --- | --------------------------------------------------------- | ---------------------------------------------------- |
| 1998/99 | Volleyball European CEV Cup                                   | Q: Teuta Durrës Q: Turnier 9: CV Aguas de Huelva                                                                                         | Q: 3:0, 3:0 Q: Turnier 9: 1:3, 0:3                        | nicht erreicht                                       |
| 1999/2000 | keine Teilnahme                                               | keine Teilnahme | keine Teilnahme                                           | keine Teilnahme                                      |
| 2000/01 | Volleyball European CEV Cup                                   | Q: Dürener TV Q: Turnier 11: Noliko Maaseik CV Tarragona Pafiakos Pafos                                                                  | Q: 3:2, 3:1 Q: Turnier 11: 2. Platz                       | nicht erreicht                                       |
| 2001/02 | Volleyball European CEV Cup                                   | Q: CS Gran Canaria | Q: 3:2, 0:3                                               | nicht erreicht                                       |
| 2002/03 | Volleyball European Top Teams Cup                             | Q: Gruppe 1: Isku-Volley Tampere Mladost Regent Volley Bartreng Gruppenphase, Gruppe D: ESS Falck Pärnu Azot Cherkasy Castelo Da Maia GC | Q: Gruppe 1: 1. Platz Gruppe D: 3. Platz                  | nicht erreicht                                       |
| 2003/04 | Volleyball European Top Teams Cup                             | 1/8: Vitória SC 1/4: Calcit Kamnik | 1/8: 2:3, 3:1 1/4: 3:0, 3:0                               | 1/2: Deltacons Tulcea 1:3 P3: Castelo da Maia GC 3:2 |
| 2004/05 | Volleyball Champions League                                   | Gruppenphase, Gruppe C: Tours VB Sisley Treviso SCC Berlin Unicaja Almería                                                               | Gruppe C: 5. Platz                                        | nicht erreicht                                       |
| 2005/06 | Volleyball Champions League                                   | Gruppenphase, Gruppe A: Iraklis Thessaloniki Knack Randstad Roeselare Ortec Rotterdam Nesselande Unicaja Almería                         | Gruppe A: 5. Platz                                        | nicht erreicht                                       |
| 2006/07 | Volleyball Champions League                                   | Gruppenphase, Gruppe A: Portol Drac Palma Mallorca Tours Vb Lokomotiv Belgorod Buducnost Podgoricka Banka evivo Düren                    | Gruppe A: 6. Platz                                        | nicht erreicht                                       |
| 2007/08 | Volleyball European Clubs CEV Cup                             | 1/16: Mladost Zagreb 1/8: Tomis Constanta                                                                                                | 1/16: 3:0, 3:0 1/8: 1:3, 2:3                              | nicht erreicht                                       |
| 2008/09 | Volleyball European Clubs CEV Cup                             | 1/16: Tomis Constanta 1/8: Olympiacos Piraeus                                                                                            | 1/16: 2:3, 3:1 1/8: 0:3, 1:3                              | nicht erreicht                                       |
| 2009/10 | Volleyball Champions League                                   | Gruppenphase, Gruppe C: Lube Banca Marche Macerata Noliko Maaseik Budvanska Rivjiera 1/6: VfB Friedrichshafen 1/3: ACH Volley Bled       | Gruppe A: 2. Platz 1/6: 1:3, 0:3 1/3: 3:1, 1:3, GS: 10:15 | nicht erreicht                                       |
| 2010/11 | Volleyball Champions League                                   | Gruppenphase, Gruppe F: Dinamo Moskva Knack Randstad Roeselare Panathinaikos Athens                                                      | Gruppe A: 3. Platz                                        | nicht erreicht                                       |
| 2011/12 | Volleyball Champions League                                   | Gruppenphase, Gruppe E: Lube Banca Marche Macerata Lokomotiv Novosibirsk Fenerbahçe Istanbul                                             | Gruppe E: 4. Platz                                        | nicht erreicht                                       |
| 2012/13 | Volleyball Champions League                                   | Gruppenphase, Gruppe A: Zenit Kazan Knack Roeselare VfB Friedrichshafen                                                                  | Gruppe E: 4. Platz                                        | nicht erreicht                                       |
| 2013/14 | Volleyball Champions League                                   | Gruppenphase, Gruppe F: Jastrzębski Węgiel Halkbank Ankara Tomis Constanța                                                               | Gruppe F: 4. Platz                                        | nicht erreicht                                       |
| 2014/15 | Volleyball Champions League                                   | Gruppenphase, Gruppe F: PGE Skra Bełchatów Precura Antwerpen Jihostroj České Budějovice                                                  | Gruppe F: 3. Platz                                        | nicht erreicht                                       |
| 2015/16 | Volleyball Champions League                                   | Gruppenphase, Pool D: Zenit Kazan Halkbank Ankara Budvanska Rivijera Budva                                                               | Pool D: 3. Platz                                          | nicht erreicht                                       |
| 2016/17 | Volleyball Champions League Volleyball European Clubs CEV Cup | Q2: VfB Friedrichshafen 1/16: Pallavolo Piacenza                                                                                         | Q2: 1:3, 2:3 1/16: 0:3, 3:1                               | nicht erreicht                                       |
| Legende: Q: = Qualifikation, R = Runde, CR: = Challenge Runde, 1/16: = Sechzehntelfinale, 1/8: = Achtelfinale, 1/4: = Viertelfinale, 1/2: = Halbfinale, P3: = Spiel um Platz 3, F: = Finale; GS = Golden Set |                                                               | |                                                           |                                                      |

Die erste Teilnahme an einem europäischen Bewerb war 2000/01 am CEV Cup, in dem die Tiroler den Dürener TV in der Qualifikation besiegen konnten, um unter anderem mit Noliko Maaseik um den Gruppensieg spielen konnten und den 2. Platz belegten. Das erste Highlight der Vereinsgeschichte war der dritte Platz im europäischen Top Teams Cup 2004, wodurch die Qualifikation für die Königsklasse des weltweiten Club Volleyballs, der European Champions League, geschafft werden konnte.
Insgesamt elfmal hat der Verein bisher an der European Champions League teilgenommen. In der Saison 2006/07 und 2007/08 wurde das Hypo Tirol Volleyballteam österreichischer Vizemeister und qualifizierte sich in diesen Saisonen für den europäischen CEV Cup.
Nachdem Hypo Tirol in der Saison 2005/06 mit Siegen über Ortec Rotterdam Nesselande und Unicaja Almería den vierten Gruppenplatz belegt hatte, starten die Innsbrucker 2006/07 in der Champions League. In Gruppe A trafen sie auf den deutschen Vertreter evivo Düren, die ehemaligen Gesamtsieger Tours VB (Frankreich) und Lokomotive Belgorod (Russland) sowie Portol Drac Palma Mallorca (Spanien) und OK Budućnost Podgorica (Montenegro). Jede Mannschaft bestritt je fünf Heim- und fünf Auswärtsspiele.
In der Saison 2008/09 spielte das Hypo Tirol Volleyballteam international im CEV-Pokal und überstand die erste Runde gegen den rumänischen Top-Verein CVM Tomis Constanța. In der zweiten Runde schieden die Tiroler gegen das Team Olympiakos Piräus aus Griechenland aus.
2009/10 traf Hypo Tirol in der Champions League in der Gruppe C auf die Mannschaften von Lube Banca Marche Macerata, Noliko Maaseik und Budvanska Rivijera Budva. Die Tiroler konnten sich mit dem zweiten Platz erstmals für die Playoffs qualifizieren. In weiterer Folge gewann das Team das K.O Spiel gegen den VfB Friedrichshafen und verpasste den Einzug ins Final 4 nur sehr knapp. Schlussendlich war es die erfolgreichste Saison in der Vereinsgeschichte.
In den folgenden Saisonen schied die Mannschaft in der Gruppenphase oder in der Qualifikationsrunde aus.

### Kooperation mit TSV Unterhaching
Im Oktober 2016 verkündete die deutsche Volleyball-Bundesliga (VBL), dass zur Saison 2017/18 erstmals eine Wildcard für die höchste deutsche Spielklasse vergeben werde, um freie Startplätze in der Liga zu besetzen. Da die Innsbrucker angesichts der fehlenden Konkurrenz in der Heimat nach neuen Wegen suchten, gingen sie eine Kooperation mit dem ehemaligen deutschen Pokalsieger und Vizemeister TSV Unterhaching ein. Die Liga erteilte dem deutsch-österreichischen Projekt eine Ausnahmegenehmigung, während der Verein Hypo Tirol mit einer Mannschaft in der zweiten österreichischen Bundesliga Nord spielberechtigt war. In der Saison 2017/18 spielt die neue Mannschaft unter dem Namen Hypo Tirol Alpenvolleys Haching in der deutschen Bundesliga.

## Erfolge
National
- 12 × Österreichischer Meister: 2005, 2006, 2009, 2010, 2011, 2012, 2014, 2015, 2016, 2017, 2023, 2024
- 6 × Österreichischer Cupsieger: 2004, 2005, 2006, 2008, 2014, 2023

International
- 3 × MEVZA Sieger: 2009, 2012, 2015
- 5 × MEVZA Finalist: 2006, 2008, 2011, 2016, 2017
- 1 × Top 6 in CEV Champions League: 2009/10
- 1 × 3. Platz CEV Top Team Cup: 2003/04
- 1 × 1/8 Finale CEV Cup: 2007/08, 2008/09